# Маркварт, Йозеф
Йозеф Маркварт (нем. Josef Markwart, изначально Marquart; род. 9 декабря 1864 года в Райхенбах-ам-Хойберг, Великое герцогство Баден — 4 февраля 1930 года в Берлине, Германское государство) — немецкий историк и востоковед. Специализировался на тюркских и иранских исследованиях и истории Ближнего Востока.

## Биография
В Encyclopædia Iranica написано, что «его [Маркварта] книги полны глубокой и почти неисчерпаемой эрудиции, свидетельствующей о том, что их автор был образованным историком, филологом, географом и этнологом». Энциклопедия цитирует книгу Маркварта «Эраншахр» (1901) как «всё ещё авторитетный труд. и, вероятно, его [Маркварта] самый важный».
Маркварт закончил Тюбингенский университет, где изучал католическое богословие, а затем переключился на классическую филологию и историю. В 1889 году он работал помощником писателя-востоковеда Евгения Прима. В 1892 году защитил докторскую диссертацию Assyriaka des Ktesias. В 1897 году Маркварт начал читать лекции по древней истории. В 1900 году переехал в Лейден (Нидерланды) и стал хранителем в Национальном музее этнологии (Нидерланды). В 1902 году Маркварт был назначен на должность доцента кафедры языков христианского Востока в Лейденском университете. В 1912 году он переехал в Берлин и стал профессором иранистики и арменистики берлинского Университета Фридриха Вильгельма. Маркварт преподавал в Берлине до конца своей жизни, прочитав последнюю лекцию в полдень в день своей смерти в 1930 году.
В 1922 году Маркварт изменил свою фамилию с Marquart на Markwart. В Encyclopdia Iranica говорится, что это соответствует «его склонности использовать идиосинкразическую орфографию в своих трудах».
Самым известным его учеником был итальянский востоковед Джузеппе Мессина.
Маркварту принадлежит собственная версия происхождения руси. Критику на неё писали Ю. А. Кулаковский и А. П. Дьяконов.

## Труды
- Ērānšahr nach der Geographie des Ps. Moses Xoranacʽi (1901)
- Osteuropäische und ostasiatische Streifzüge (1903, reprinted 1961)
- Südarmenien und die Tigrisquellen (1930)
- A catalogue of the provincial capitals of Ērānshahr (опубликовано посмертно, 1931)